# Франко Фабрици
Франко Фабрици (на италиански: Franco Fabrizi) е италиански актьор.

## Биография
Роден е в семейство фризьор и касиер. През 1947 г. дебютира на театралната сцена, а през 1950 – в киното („Хроника на любовта“). Признанието му идва с ролята във филма „Мамините синчета“. Снима се във филми на Федерико Фелини, Микеланджело Антониони, Лукино Висконти, Дино Ризи, Луис Гарсия Берланги, Марко Ферери, Пиетро Джерми, Луиджи Дзампа и др. Той играе различни роли, често епизодични. Снима се и в телевизията. Умира от рак.

## Избрана Филмография
| Година | Филм                  | Оригинално заглавие     | Роля                   | Режисьор               |
| ------ | --------------------- | ----------------------- | ---------------------- | ---------------------- |
| 1950   | Хроника на една любов | Cronaca di un amore     | Модерен шоу-водещ      | Микеланджело Антониони |
| 1953   | Мамините синчета      | I Vitelloni             | Фаусто Морети          | Федерико Фелини        |
| 1954   | Римлянката            | La romana               | Джино                  |                        |
| 1955   | Измамата              | Il bidone               | Роберто                | Федерико Фелини        |
| 1955   | Приятелките           | Le amiche               | архитект Чезаре Педони | Микеланджело Антониони |
| 1957   | Нощите на Кабирия     | Nights of Cabiria       | Джорджио               | Федерико Фелини        |
| 1959   | Свидетел в града      | Un témoin dans la ville | Ламбер                 | Едуар Молинаро         |
| 1959   | Заплетен случай       | Un maledetto imbroglio  | Доктор Валдарена       | Пиетро Джерми          |
| 1961   | Труден живот          | Una vita difficile      | Франко Симонини        | Дино Ризи              |
| 1966   | Дами и господа        | Signore & Signori       | Лино Бенедети          | Пиетро Джерми          |
| 1971   | Смърт във Венеция     | Morte a Venezia         | Бръснара               | Лукино Висконти        |